# Boerenberg

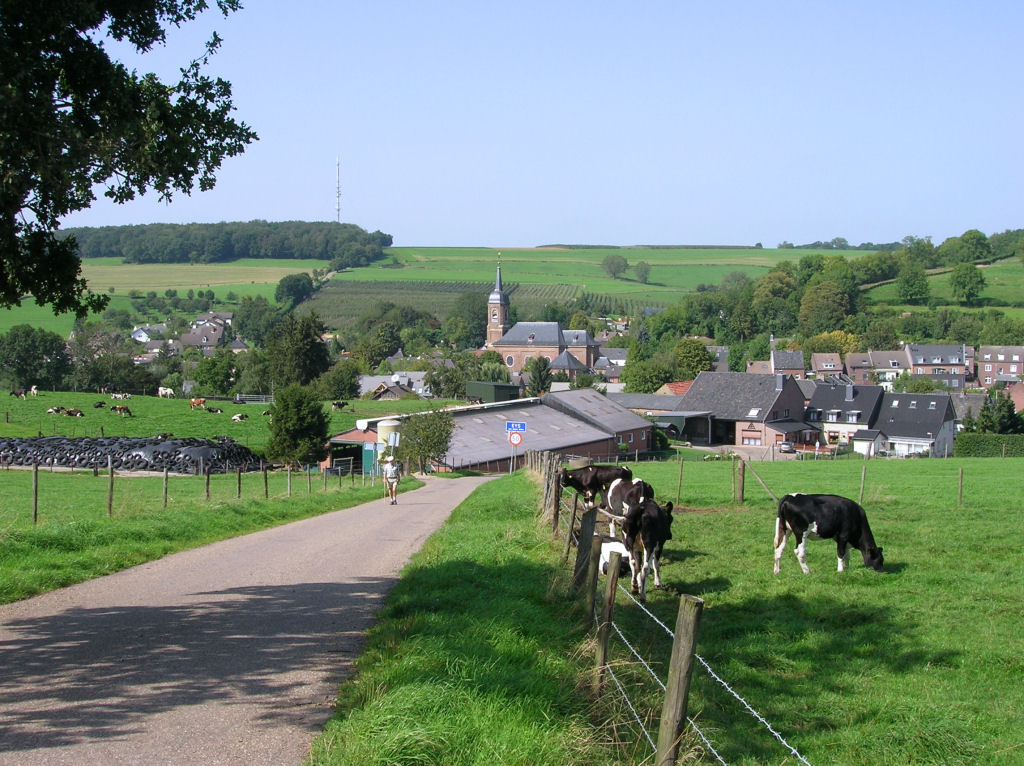
Rechts van de kerk ligt de Boerenberg

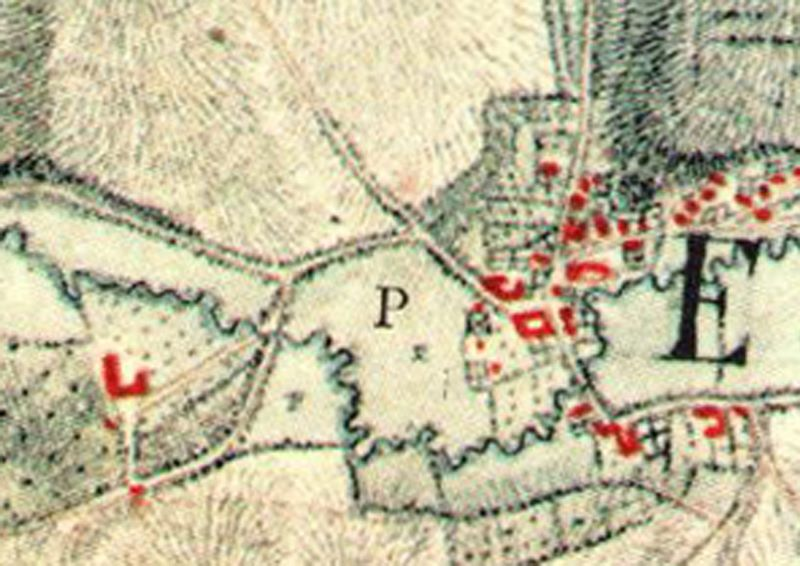
Rechtsboven op de Tranchotkaart is de Boerenberg en de motteheuvel goed zichtbaar

De Boerenberg (soms Boereberg) is een heuvel in Eys in de gemeente Gulpen-Wittem in de Nederlandse provincie Limburg. De heuvel is een zuidelijke uitloper van het Plateau van Ubachsberg en ligt achter de Sint-Agathakerk van Eys. Ten westen van de Boerenberg komt het droogdal de Grachterdalgrub uit in het Eyserbeekdal.
Op de Boerenberg ligt er het restant van een abschnittsmotte. Door de insnijding van de motte loopt het Boerenbergpad die een verbinding vormt tussen de Grachtstraat en de Sint Agathastraat.

## Geschiedenis
Aan het einde van de 12e eeuw stond er reeds op de Boerenberg een voorganger van de Sint-Agathakerk, ter plaatse waar in de 21e eeuw het clubgebouw van IVN Eys zich bevindt.
In de middeleeuwen stond er in ieder geval in de 14e eeuw een mottekasteel op de Boerenberg, de motte Eys. In 1369 zou het kasteel zijn verwoest.
In 1745 werd het oude kerkgebouw op de Boerenberg afgebroken.
Tijdens de Tweede Wereldoorlog werd er in de Boerenberg een schuilkelder aangelegd, waarvan een ingang later ingericht is als Lourdesgrot.